# Anfo
Anfo  är en kommun i  Val Camonica, provinsen Brescia, i regionen Lombardiet, Italien.  Kommunen hade 487 invånare (2018) och gränsar till kommunerna Bagolino, Idro och Lavenone.